# Nelly Landry
Nelly Landry (geboren als Nelly Adelaïde Jeanne Sylvie Adamson) (voormalig district Orsett, Engeland, 28 december 1916 – Parijs, 22 februari 2010) is een voormalig Belgisch-Frans tennisspeelster. Zij was actief vanaf de jaren 1930 tot het midden van de jaren 1950. In 1948 won Landry het vrouwenenkelspeltoernooi van Roland Garros.

## Biografie
Nelly Adamson werd geboren op 28 december 1916 in het voormalig Engels onderdistrict Grays, district Orsett in Essex, als dochter van havenkapitein Georges Maurice Adamson en van Adelaïde Van den Broecke. Haar vader was geboren in Brugge in 1890. Hij werd zeeman en klom doorheen de jaren op in rang in de koopvaardij. Hij werkte in die tijd voor het bedrijf John Cockerill, die een goederenlijn hadden tussen Oostende en Tilbury. Het is in die omgeving in Essex dat hij in 1914 huwde met Adelaïde Van den Broecke (geboren in Blankenberge in 1892) en het gezin tijdens de oorlogsjaren verbleef, en waar zo eind 1916 ook Nelly werd geboren. Na de oorlog vestigde het gezin zich weer in België.
In haar jeugd speelde Adamson bij de Lawn-Tennis et Hockey Club de Bruges, later KTC Brugge genoemd. Tussen 1931 en 1933 won ze driemaal opeenvolgend de de Borman Beker, de officiële Belgische jeugdkampioenschappen, in haar leeftijdsklasse. In 1933 stapte ze over naar de dames en nam ze voor de eerste maal deel aan het tennistoernooi van Wimbledon.
In 1934 werd Adamson Belgisch kampioen in het damesdubbelspel en in het gemengd dubbel en het jaar daarop werd ze samen met Josane Sigart Belgisch kampioen in het damesdubbelspel.
Op 8 februari 1937 huwde ze in Brugge met de Fransman Pierre Henri Landry, geboren in Rusland in 1898, maar wonende in Parijs. Landry was licentiaat in de rechten, maar op sportief gebied ook zelf als tennisser actief. Na het huwelijk nam Adamson de naam van haar man aan. Ze scheidde later en trouwde nog een tweede keer.

## Roland Garros
Tussen 1934 en 1954 nam Landry negenmaal deel aan de Franse tenniskampioenschappen op Roland Garros. Ze speelde er driemaal de finale van het enkelspel en eenmaal de finale van het dubbelspel voor dames.
- 1938: enkelspel dames: verlies tegen Simonne Mathieu (0-6, 3-6)
- 1938: dubbelspel dames: samen met Arlette Halff verlies tegen Simonne Mathieu en Billie Yorke (3-6, 3-6)
- 1948: enkelspel dames: winst tegen Shirley Fry (6-2, 0-6, 6-0)
- 1949: enkelspel dames: verlies tegen Margaret Osborne-duPont (5-7, 2-6)

In 1954, haar laatste jaar van deelname aan het toernooi, bereikte ze nog de halve finales.

## Wimbledon
Tussen 1933 en 1954 nam Landry negenmaal deel aan het tennistoernooi van Wimbledon. Ze geraakte er nooit verder dan de vierde ronde.